# Považská Bystrica (distrito)
O Distrito de Považská Bystrica (eslovaco: Okres Považská Bystrica) é uma unidade administrativa da Eslováquia situado na Trenčín (região), com 65.150 habitantes (em 2001) e uma superficie de 463 km². Sua capital é a cidade de Považská Bystrica.

## Demografia
| Ano:        | 1994   | 2004   | 2014   | 2024   |
| ----------- | ------ | ------ | ------ | ------ |
| Broj ljudi: | 65 381 | 64 708 | 63 176 | 60 361 |
| Razlika:    |        | -1,02% | -2,36% | -4,45% |

| Ano:               | 2023   | 2024   |
| ------------------ | ------ | ------ |
| Número de pessoas: | 60 577 | 60 361 |
| Diferença:         |        | -0,35% |

## Cidade
- Považská Bystrica (capital)

## Municípios
| - Bodiná - Brvnište - Čelkova Lehota - Dolná Mariková - Dolný Lieskov - Domaniža - Ďurďové | - Hatné - Horná Mariková - Horný Lieskov - Jasenica - Klieština - Kostolec - Malé Lednice | - Papradno - Plevník-Drienové - Počarová - Podskalie - Prečín - Pružina - Sádočné | - Slopná - Stupné - Sverepec - Udiča - Vrchteplá - Záskalie |